# Jacques-Auguste de Thou
Jacques-Auguste de Thou (Paris, 8 de outubro de 1553 — Paris, 7 de maio de 1617) foi historiador, poeta e político francês. Era neto de Augustin de Thou, o Velho († 1544), presidente do parlamento francês e terceiro filho de Christophe de Thou (1508-1582), primeiro presidente do mesmo parlamento, que tinha a ambição de produzir a história da França. Era sobrinho de Nicholas de Thou (1528-1598), Bispo de Chartres. Com o apoio de sua família, desenvolveu o amor pela literatura, uma piedade pura mesclada com toques de tolerância, e a sua lealdade à coroa.

## Vida
Aos dezessete anos, iniciou seus estudos de Direito, primeiro em Orléans, e mais tarde em Burges, onde fez amizades com François Hotman (1524-1590), e finalmente, em Valença, onde teve Jacques Cujas (1522-1590) como seu professor e onde conheceu Joseph Justus Scaliger. Inicialmente ele prentendia entrar para igreja onde se tornou frade menor, e indicado pelo seu tio Nicholas, sucedê-lo no episcopado como canônico da Igreja de Notre-dame de Paris.
Durante os próximos dez anos fez inúmeras viagens. Em 1573, ele acompanhou Paul de Foix (1528–1584) numa viagem diplomática, que lhe possibilitou conhecer a maioria das cortes da Itália. Fez amizades com Arnaud d'Ossat(1537-1604), (futuro Bispo de Rennes, de Bayeux e cardeal), que foi secretário do embaixador. No ano seguinte, fez parte do brilhante cortejo que trouxe Henrique III à França, depois de sua fuga para o reino da Polônia. Visitou várias partes da França, e em Bordeaux conheceu Michel de Montaigne. Com a morte de Jean de Thou (1537-1579), seu irmão mais velho, que foi procurador do parlamento, seus parentes insistiram para que deixasse a igreja. Ele entrou para o parlamento e se casou em 1588. No mesmo ano foi indicado como conselheiro de estado, onde serviu fielmente a Henrique III e Henrique IV, pois ambos representavam a autoridade legítima. Em 1595, sucedeu a seu tio Augustin no cargo de "Président à mortier", enquanto em nome dos líderes da igreja gálica opunha-se ao reconhecimento do Concílio de Trento.
Depois da morte de Henrique IV, a rainha regente Maria de Médici lhe recusou o cargo de primeiro presidente do parlamento, nomeando-o ao invés como membro do Conselho das Finanças no lugar do Duque de Sully. Isso significava um rebaixamento de suas funções, porém, continuou a servir durante a regência dela, e a tomar parte nas negociações dos tratados concluídos em Sainte-Menehould (1615) e Loudun (1616). Morreu em Paris.

## Obras e biblioteca
Sua atitude o expôs à animosidade do partido da Liga e da Santa Sé, e à perseguição deles quando a primeira edição de sua história apareceu. Essa história foi o trabalho de sua vida. Em uma carta de 31 de março de 1611, endereçada ao presidente Pierre Jeannin, ele descreveu seus trabalhos.
Seus materiais foram retirados de sua rica biblioteca, uma das glórias da Europa que ele estabeleceu na Rue des Poitevins no ano de 1587, com os dois irmãos, Pierre Dupuy e Jacques Dupuy, como bibliotecários.  Foi uma das melhores bibliotecas desenvolvidas durante a era renascentista.
Seu objetivo era produzir uma obra científica e imparcial, e por isso ele a escreveu em latim, dando-lhe como título Historia sui temporis. Os primeiros 18 livros, abrangendo o período de 1545 a 1560, apareceram em 1604 (1 vol. fólio), e a obra foi imediatamente atacada por aqueles a quem o próprio autor chama de les envieux et les factieux.
A segunda parte, que trata das primeiras guerras religiosas (1560-1572), incluindo o massacre do Dia de São Bartolomeu, foi colocada no Index Librorum Prohibitorum (9 de novembro de 1609). A terceira parte (até 1574) e a quarta (até 1584), que apareceram em 1607 e 1608, causaram protestos semelhantes, apesar dos esforços de Thou para permanecer justo e imparcial. Ele levou seus escrúpulos ao ponto de proibir qualquer tradução de seu livro para o francês, porque no processo poderia, para usar suas próprias palavras, "cometer grandes falhas e erros contra a intenção do autor"; isso, no entanto, não impediu o padre jesuíta Machault de acusá-lo de ser "um falso católico e pior do que um herege declarado" (1614); de Thou, podemos dizer, era membro da ordem terceira de São Francisco. Como resposta aos seus detratores, ele escreveu suas Mémoires, que são um complemento útil para a História de seu próprio tempo.
A de Tu também devemos algumas outras obras: um tratado De re accipitraria (1784), uma Vida, em latim, de Papiro Masson, alguns Poemata sacra, etc.

## Obras
- Historiae superioris seculi opera: Historiarum sui temporis ... 1561 - 1574 ... - 1614
- Paramythicum ad ... Philip. Huraltum Chevernium, Franciae cancellarium, in morte Annae Thuanae dilectiss. uxoris - 1584
- Epigrammatum libri tres - 1608
- Jo. Thuani Crambe, viola, lilium, phlogis - 1611
- Silva, ad Fransiscum Augustum Thuanum - 1622
- Index - 1634
- Tractatus de republica Romano-Germanica - 1642
- Aenspraecke ... in't over leveren vanden brief van ratificatie syns koninck ... - 1657
- Aenspraecke vanden graef de Thou, in't over leveren vanden brief van ... - 1657
- Propositie gedaen by den franssen ambassadeur in den Haegh, den 26 May 1657
- Histoire de Monsieur de Thou, des choses arrivées de son temps - 1659
- Rerum memorabilium excerpta ex Jac. Aug. Thuani historia - 1664
- A Discourse Concerning The Original Of The Povvder-Plot: Together with a Relation of the Conspiracies Against Queen Elizabeth And the Persecutions of the Protestants In France To the Death of Henry the Fourth. Collected Out of Thuanus, Davila, Perefix, and Several Other Authors of the Roman Communion; As Also Reflections Upon Bellarmines's Notes of the Church, &c - 1674
- Clavis historiae Thuanae - 1696
- Mémoires de la vie de J. A. de Thou - 1711
- Histoire universelle de Jacques-Auguste de Thou: depuis 1543. jusqu'en 1607 - Nicolas Rigault - 1724
- Monsieur de Thou's History of his own time - 1729
- A True Narration of that Horrible Conspiracy Against King James and the Whole Parliament of England, Commonly Called the Gunpowder Treason - 1885